# コトノバドライブ
『コトノバドライブ』は、芦奈野ひとしによる日本の漫画作品。『月刊アフタヌーン』（講談社刊）にて、2014年3月号から2017年3月号まで連載された。

## あらすじ
廃道の使用されていた頃の姿といった過去の風景や人の姿となった鳥や虫のような不思議な幻を見ることの出来る主人公すーちゃんの不思議な体験を描いた作品。見える幻は決まって1回5分間だけだがその始まりは不明瞭なこともあり、幻の後で現実ではありえない体験をしていたことに気づき、恐怖感に襲われて逃げ出すこともしばしばである。

## 登場人物
すーちゃん
主人公の女性。スパゲティー屋「ランプ」でアルバイトをしている。
過去の風景や人の姿となった鳥や虫のような5分だけの不思議な幻を見ることが出来る。
第1話で中古バイクを入手し、よく利用している。第2話でカメラも入手しているが、撮影に行くたびに不思議な幻と遭遇するため、撮影できた写真はバイト先の店やバイクばかりである。
店長
スパゲティー屋「ランプ」の店長。
ミートソースとナポリタン以外は「めし」ではなく「オシャレ」であるというこだわりからメニューをミートソースとナポリタンのみとしている。
春日（はるか）
店長の姪。美術系の専門学校に通うため、新潟県から店長の住んでいるアパートの上の階に引っ越してきた。
約6年前に店長と会った時の姿（10歳ぐらいの外見）のままの幻がすーちゃんには見える。
幻では第10話で初登場、本人は第13話で初登場。
きっちゃん
すーちゃんの幼馴染で飲み友達の女性。お酒が大好きだが、強くはない。

## 書誌情報
- 芦奈野ひとし 『コトノバドライブ』 講談社〈アフタヌーンKC〉、全4巻
  1. 2015年1月23日発売、ISBN 978-4-06-388022-9
  2. 2015年9月23日発売、ISBN 978-4-06-388087-8
  3. 2016年6月23日発売、ISBN 978-4-06-388146-2
  4. 2017年3月23日発売、ISBN 978-4-06-388244-5